# Heinz Grell
Heinz Grell (* 22. Januar 1914 in Posen; † 2008) war ein deutscher Jurist und von 1964 bis zu seinem Eintritt in den Ruhestand 1982 Richter am Bundesgerichtshof und zuletzt Vorsitzender Richter im IVb-Zivilsenat, der seit 1990 die Bezeichnung XII. Zivilsenat führt.

## Leben
Der promovierte Jurist Grell war Oberlandesgerichtsrat am Oberlandesgericht Frankfurt. Er gehörte seit dem 15. Juni 1964 als Bundesrichter dem Bundesgerichtshof, und zwar bis 1976 dem V. Zivilsenat, an. Er wurde mit Wirkung vom 3. November 1976 (fälschlich nach DNB 1975) zum Vorsitzenden Richter ernannt und übernahm den Vorsitz des damals noch ungeteilten IV. Zivilsenats, der 1980 in den IVa-Zivilsenat und den IVb-Zivilsenat gespalten wurde. Von da an bis zu seinem Eintritt in den Ruhestand am 31. Januar 1982 führte er den Vorsitz im IVb-Zivilsenat (jetzt XII. Zivilsenat; „Familiensenat“). Im Jahr 2008 ist er verstorben.

## Veröffentlichung
- Die Entwicklung des Vollstreckungsschutzrechts vom Krisenrecht zum Dauerrecht, Cottbus (1936)